# 蒂鲁帕兰昆德拉姆
蒂鲁帕兰昆德拉姆（Thiruparankundram），是印度泰米尔纳德邦马杜赖县的一个城镇。总人口39009（2001年）。

## 人口
该地2001年总人口39009人，其中男性19615人，女性19394人；0—6岁人口4319人，其中男2134人，女2185人；识字率75.85%，其中男性为81.35%，女性为70.30%。